# Jerzy Walecki
Jerzy Michał Walecki (ur. 1948) – polski radiolog, profesor nauk medycznych, kierownik Zakładu Radiologii w Centralnym Szpitalu Klinicznym MSWiA.

## Życiorys
Ukończył studia na Akademii Medycznej w Warszawie, uzyskiwał następnie stopnie naukowe doktora i doktora habilitowanego. W 1995 otrzymał tytuł profesora nauk medycznych. Specjalizował się w zakresie neuroradiologii, radiodiagnostyki i radiologii.
Zawodowo w różnych okresach związany m.in. z Instytutem Gruźlicy i Chorób Płuc w Warszawie i Instytutem Matki i Dziecka. Był kierownikiem Zakładu Radiologii Akademii Medycznej w Białymstoku i następnie Uniwersytetu Medycznego w tym mieście, a także kuratorem Katedry Radiologii i Medycyny Nuklearnej Śląskiej Akademii Medycznej. Później został profesorem nadzwyczajnym w Centrum Medyczne Kształcenia Podyplomowego. Od 2001 związany także z Instytutem Medycyny Doświadczalnej i Klinicznej im. Mirosława Mossakowskiego PAN na stanowisku profesora. Zatrudniony również w Centralnym Szpitalu Klinicznym MSW, gdzie powierzono mu kierowanie Zakładem Radiologii.
Członek Towarzystwa Naukowego Warszawskiego. Obejmował funkcje sekretarza Wydziału V Nauk Medycznych TNW, członka Centralnej Komisji do Spraw Stopni i Tytułów, przewodniczącego Komitetu Fizyki Medycznej, Radiobiologii i Diagnostyki Obrazowej Polskiej Akademii Nauk, członka Komitetu Nauk Klinicznych PAN oraz Komitetu Patofizjologii Klinicznej PAN. W lutym 2021 prezydent Andrzej Duda powołał go na członka Rady do spraw Ochrony Zdrowia.

## Odznaczenia
Odznaczony m.in. Krzyżem Kawalerskim (2000) i Krzyżem Oficerskim (2010) Orderu Odrodzenia Polski.